# Operacja Kondor
Operacja Kondor (hiszp. Operación Cóndor) – kampania przeprowadzona w latach 70. XX wieku w krajach Ameryki Południowej, której celem było gromadzenie informacji dotyczących opozycji politycznej oraz zabijanie niektórych jej członków. Według określenia rządów państw biorących udział w operacji była ona operacją antyterrorystyczną. Operacja została przeprowadzona wspólnie przez wywiady oraz służby specjalne Argentyny, Boliwii, Brazylii, Chile, Paragwaju i Urugwaju. Kraje te były głównymi uczestnikami operacji przeprowadzonej w połowie lat 70. XX wieku. Inne kraje – Kolumbia, Peru i Wenezuela – współpracowały na mniejszą skalę, dostarczając informacji. Stany Zjednoczone udostępniły „instalacje komunikacyjne” w Kanale Panamskim. Według historyka Kennetha R. Maxwella dyplomata Henry Kissinger oraz prezydent USA Richard Nixon mieli wpływ na przebieg tej kampanii.
Według tzw. „archiwów terroru”, w wyniku operacji Kondor zamordowano co najmniej 50 tys. osób, 30 tys. „zaginęło”, a 400 tys. osób zostało uwięzionych.

Państwa uczestniczące w operacji Kondor, jasnozielonym zaznaczono te, które uczestniczyły w niej częściowo (dostarczały informacji wywiadowczych)

## Historia
Prawe skrzydła militarnych rządów krajów, przewodzonych przez dyktatorów takich jak Videla, Pinochet i Stroessner, zgodziły się współpracować, wysyłały zespoły osób do innych krajów wliczając w to Francję, Portugalię, Hiszpanię, Włochy oraz Stany Zjednoczone, w celu lokalizacji, obserwacji, a następnie morderstw, opozycji politycznej oraz ich rodzin. Prześladowania w Chile opisał raport Valecha.
W listopadzie 1975 liderzy tajnych policji politycznych Argentyny, Boliwii, Chile, Paragwaju i Urugwaju spotkali się z Manuelem Contrerasem, szefem DINA, w Santiago. Stworzyli tam plan operacji Kondor, podpisali porozumienie. Brazylia podpisała porozumienie później (czerwiec 1976), odmówiła podejmowania działań poza granicami Ameryki Łacińskiej.
W czasach zimnej wojny operacja Kondor uzyskała cichą aprobatę Stanów Zjednoczonych, co było spowodowane strachem przed marksistowską rewolucją w regionie. Oficjalnymi celami mieli być lewicowi partyzanci, lecz faktycznie dotyczyły wszelkiego rodzaju politycznych oponentów, wliczając w to rodziny oraz przypadkowe osoby, co zostało opisane przez komisję Valecha. Henry Kissinger, Sekretarz Stanu w rządzie Nixona, był związany dyplomatycznie z południowoamerykańskimi juntami i świadomy sporządzenia planu operacji. 6 marca 2001 gazeta „The New York Times” poinformowała o dokumencie Departamentu Stanu, z którego wynikało, że Stany Zjednoczony ułatwiły komunikację dla przeprowadzenia operacji Kondor. Projekt odtajnienia chilijskich akt przeprowadzony w 2000, ujawnił notatkę z 1978, która informowała, że: „utrzymywali kontakt ze sobą za pomocą instalacji USA obejmujących całą Amerykę Łacińską, które były położone w strefie Kanału Panamskiego”. Robert E. White, ambasador USA w Paragwaju, podczas trwającego wówczas śledztwa dotyczącego śmierci Orlando Letelier i jego amerykańskiej przyjaciółki Ronni Moffitt, wyraził swoje zaniepokojenie ujawnieniem udziału USA w operacji Kondor.
Pozostałe notatki dotyczące „wymiany informacji” (poprzez teleks), ujawnione w 2000, opisywały techniki tortur (m.in. podtapianie lub puszczanie nagrań torturowanych osób ich rodzinom). Często używane „loty śmierci” (wyrzucanie osób z lecącego samolotu do morza lub oceanu) w celu pozbycia się zwłok, a w efekcie dowodu. Było opisanych również wiele przypadków porwań dzieci.
Wiele istotnych informacji dotyczących operacji Kondor wyszło na jaw 22 grudnia 1992, kiedy paragwajski sędzia José Fernandez odwiedził komisariat na przedmieściu Lambaré Asunción, by szukać informacji o byłym więźniu politycznym. Zamiast nich odnalazł to, co stało się znane jako „archiwa terroru”. Podano w nich szczegóły dotyczące losu tysięcy latynoamerykanów, których potajemnie porywały, torturowały i zabijały służby bezpieczeństwa Argentyny, Boliwii, Brazylii, Chile Paragwaju i Urugwaju. W części z tych krajów użyto informacji z tego archiwum, by wytoczyć procesy byłym wojskowym oficerom. Archiwa zawierają informacje o 50 tysiącach osób zamordowanych, 30 tysiącach zaginionych i 400 tysiącach uwięzionych.
Według tych archiwów, inne kraje takie jak Kolumbia, Peru i Wenezuela także współpracowały, dostarczały informacje wywiadowcze, na prośbę tzw. „Południowego Stożka”. Przedstawiciele tych krajów nie pojawili się nawet na tajnym spotkaniu w listopadzie 1975, w Santiago, jednak istnieją dowody na ich udział. W czerwcu 1980 Peru kolaborowało z argentyńskimi agentami tzw. „Batallón de Inteligencia 601” i współpracowało przy porwaniu, torturach i „zniknięciu” członków lewicowej partyzantki „Montonero Peronist Movement”, żyjących na uchodźstwie w Limie. Archiwa terroru wskazywały również na współpracę w większym lub mniejszym stopniu Kolumbii i Wenezueli (Luis Posada Carriles prawdopodobnie był na spotkaniu, na którym zadecydowano o zamachu na życie Orlando Letelier). Możliwe, że paramilitarna organizacja Alianza Americana Anticomunista w Kolumbii również współpracowała podczas operacji Kondor.
Operacja Kondor zakończyła się oficjalnie w 1983 wraz z upadkiem reżimu w Argentynie, jednakże morderstwa były kontynuowane.

## Argentyna
Argentyńska Brudna Wojna była prowadzona równocześnie z operacją Kondor, z którą się uzupełniała. argentyński wywiad SIDE, współpracował z chilijską DINA, w licznych przypadkach „desaparecidos”. SIDE pomagał również w tzw. „puczu kokainowym” w Boliwii generałowi Luisowi Garcíi Mezie Tejadzie, któremu pomagał również włoski neofaszysta i terrorysta Stefano Delle Chiaie oraz nazistowski zbrodniarz wojenny Klaus Barbie.
Stowarzyszenie „Madres de la Plaza de Mayo”, stworzyła grupa kobiet, która utraciła swoje dzieci w czasach argentyńskiej dyktatury. W każdy czwartek od kwietnia 1977 demonstrują swoją pamięć na „Plaza de Mayo”, bezpośrednio przed budynkiem rządowym Casa Rosada. Matki kontynuują swoją walkę o sprawiedliwość do dziś.
Argentyński, cywilny agent DINA, oskarżony w 2004 o zbrodnie przeciwko ludzkości został skazany na dożywocie za udział w zabójstwie chilijskiego generała Pratsa. W 2003 roku sędzia federalny Maria Servini, zwróciła się do Chile o ekstradycję Mariana Callejas, żony Michaela Townley (agent DINA) i Cristopha Willikie, emerytowanego pułkownika chilijskiej armii – wszyscy są oskarżeni o dokonanie tej zbrodni. Jednak chilijski sędzia sądu apelacyjnego odmówił w lipcu 2005, argumentując, iż zostali o to już oskarżeni w Chile.
Włoski terrorysta Stefano Delle Chiaie, który brał udział w morderstwie generała Pratsa wraz z ekstremistą Vincenzo Vinciguerra poświadczył w Rzymie w grudniu 1995 przed sędzią Maríą Servini de Cubría, że agenci DINA Enrique Arancibia Clavel i Michael Townley, również brali udział w tym morderstwie.

## Brazylia
W Brazylii, prezydent Fernando Henrique Cardoso ujawnił w 2000 r., dokumenty wojskowe dotyczące operacji Kondor. Włoski prokurator generalny, Giancarlo Capaldo, który bada zniknięcie włoskich obywateli, do czego prawdopodobnie przyczynili się agenci Argentyny, Chilijczyk, paragwajskie i brazylijskie wojska, oskarżył 11 Brazylijczyków o branie w tym udziału. W trakcie operacji w 1976 otruto m.in. byłego prezydenta kraju João Goularta (1961–1964).
Nikt w Brazylii, nie został oskarżony o łamanie praw człowieka, podczas 21-letniej wojskowej dyktatury. Krytycy wskazali na silne poparcie konserwatywnych grup, wojskowych i cywilów, dla okrucieństwa podczas totalitarnych czasów. Dzięki temu zbrodniarze mają unikać dalszych śledztw.

## Chile
Od 2005 trwał proces Augusto Pinocheta, dotyczący jego zaangażowania w operację Kolombo, i proces dotyczący uchylania się od podatków. Według jednego z prawników chcących ekstradycji Pinocheta z Wielkiej Brytanii do Hiszpanii, Pinochet miał spotkać się ze Stefano Delle Chiaie podczas pogrzebu Franco w 1975, rozmawiał tam z nim o przystąpieniu do zabójstwa Carlosa Altamirano, lidera Chilijskiej Partii Socjalistycznej. Jednakże plan ostatecznie upadł.
Chilijski sędzia Juan Guzmán wydał opinię prawoznawczą, dotyczącą „trwałego porwania”, ponieważ ciała zamordowanych osób nie zostały nigdy odnalezione, uznał, że porwanie może być kontynuowane. Pomogło to oskarżyć zbrodniarzy, którzy korzystali z chilijskiego dekretu o amnestii.

## Znane przypadki morderstw

### Carlos Prats
Generał Carlos Prats i jego żona zostali zabici 30 września 1974 przez chilijskie DINA, za pomocą bomby umieszczonej w ich samochodzie w Buenos Aires, gdzie przebywali na wygnaniu. Sędzia badający sprawę Alejandro Solís ostatecznie umorzył sprawę dotyczącą tego szczególnego przypadku, po wyroku sądu najwyższego, który w styczniu 2005 odmówił uchylenia Pinochetowi immunitetu. Dyrektorzy DINA, wliczając w to szefa Manuela Contrerasa, byłego szefa operacji oraz emerytowanego generała Raúla Itturiaga Neumana, jego brata Rogera Itturiaga i byłych brygadierów Pedro Espinoza Bravo i José Zara zostali oskarżeni o tę zbrodnię.

### Bernardo Leighton
Bernardo Leighton i jego żona zostali ciężko postrzeleni, miało to miejsce 6 października 1975 w Rzymie. Według National Security Archive oraz włoskiego prokuratora Giovanni Salvi, odpowiedzialny za zbrodnię był szef DINA Manuel Contreras. Stefano Delle Chiaie spotkał się z Michaelem Townley w Virgilio Paz Romero w Madrycie w 1975, by przygotować się do zamachu, z pomocą tajnej policji Franco. W 1995 prokurator Giovanni Salvi oskarżył włoskie tajne służby o posiadanie dowodów w sprawie terrorystycznego ataku na życie Bernardo Leightona. Michael Townley był pośrednikiem między Manuelem Contreras i Stefano Delle Chiaie i Pierluigi Concutelli.

### Orlando Letelier
Orlando Letelier, były minister chilijskiego rządu Allende, został zabity przez bombę w samochodzie w Waszyngtonie, 21 września 1976. Jego pomocniczka Ronni Moffit, obywatelka USA, również zginęła w eksplozji. Michael Townley, generał Manuel Contreras, były szef DINA i dowódca brygady Pedro Espinoza Bravo również członek DINA zostali skazani za morderstwa. W 1978 Chile przekazało Michaela Townleya do Stanów Zjednoczonych, żeby nie nagłaśniano sprawy operacji Kondor. Michael Townley został wtedy członkiem programu ochrony świadków. Stany Zjednoczone nadal czekają na ekstradycję Manuela Contrerasa (zm. 2015) i Pedro Espinozy.

### João Goulart
João Goulart, lewicowy prezydent Brazylii z lat 1961–1964, został otruty 6 grudnia 1976 z rozkazu brazylijskiego szefa Departamentu Porządku Polityczno-Społecznego za pozwoleniem ówczesnego prezydenta Ernesto Geisela.

## Operacja Silencio
W 1991, rok przed odkryciem „archiwów terroru” w Paragwaju, Eugenio Berríos – chemik, który pracował dla DINA został eskortowany z Chile do Urugwaju przez agentów operacji Kondor, a tam następnie zamordowany. Celem było uniknięcie zeznawania przed chilijskim sądem.